# 深山含笑
深山含笑（学名：Michelia maudiae）为木兰科含笑属下的一个种。